# Józefat Szczygielski
Józefat (Jozafat) Szczygielski (ur. 29 września 1805 w Kobylanach koło Międzyrzecza, Podlasie, zm. 1 grudnia 1883 w Stoczku Arciechowskim) – duchowny katolicki, naukowiec, wikariusz generalny zarządzający archidiecezją warszawską w latach 1865-1866.

## Życiorys
Od 1837 będąc rektorem Instytutu głuchoniemych w 1842 założył Instytut Ociemniałych i szkoła otrzymała nazwę Instytutu Głuchoniemych i Ociemniałych  Jednocześnie w latach 1844-1852 był zastępcą profesora, a następnie profesorem Akademii Duchownej Rzymsko-Katolickiej w Warszawie.
W 1857 został kanonikiem warszawskim. Będąc wikariuszem generalnym w okresie od 30 października 1865 do 27 lutego 1866 zarządzał archidiecezją warszawską w zastępstwie nieobecnego metropolity Felińskiego.
W latach 1866–1877 przebywał na zesłaniu.